# Antoni Ulric de Saxònia-Meiningen
Antoni Ulric de Saxònia-Meiningen (en alemany Anton Ulrich von Sachsen-Meiningen) va néixer a Meiningen (Alemanya) el 22 d'octubre de 1687 i va morir a Frankfurt el 27 de gener de 1763. Era fill del duc Bernat I (1649-1706) i de la seva segona dona Elisabet Elionor de Brünsvic-Wolfenbüttel (1658-1729).
A la mort del seu pare, el 1706, Antoni Ulric va heretar conjuntament amb els seus germanastres Ernest Lluís i Frederic Guillem el ducat de Saxònia-Meiningen. Però poc després renuncià als seus drets i va marxar als Països Baixos. A la mort d'Ernest Lluís va recuperar part dels seus drets sobre el ducat; però no va ser fins al 10 de març de 1746 que Antoni Ulric no va succeir definitivament el seu germà Frederic Guillem al capdavant del ducat, establint definitivament la seva residència a Frankfurt.

## Matrimoni i fills
El gener de 1711 es va casar en secret, a Holanda, amb Felipa Elisabet Caesar (1683-1744), filla de David Caesar, i que més tard obtindria el títol de princesa de Fürstin. Els fills d'aquest primer matrimoni no van ser reconeguts a efectes dinàstics segons una Declaració promulgada el 1744. El matrimoni va tenir deu fills que porten el sobrenom de Fürstin:
- Felipa Antonieta (1712-1785)
- Felipa Elisabet (1713-1781)
- Felipa Lluïsa (1714-1771)
- Felipa Guillemina (1715-1718)
- Bernat (1716-1778)
- Antònia (1717-1768)
- Sofia (1719-1723)
- Carles (1721-1727)
- Cristina (1723- ?)
- Frederic (1725-1725)

Enviudat, Antoni Ulric es casà de nou el 26 de setembre de 1750 a Homburg amb Carlota Amàlia de Hessen-Philippsthal (1730-1801), filla Carles I de Hessen-Philippsthal i de Caterina Cristina de Saxònia-Eisenach (1699-1743). Aquest segon matrimoni va tenir sis fills: 
- Carlota (1751-1827), casada amb Ernest II de Saxònia-Gotha-Altenburg (1745-1804)
- Lluïsa (1752-1805), casada amb Adolf de Hessen-Philippsthal-Barchfeld, mort el 1803.
- Elisabet (1753-1754)
- Carles, (1754-1782), casat amb Lluïsa de Stolberg (1764-1834).
- Frederic Francesc (1756-1761)
- Frederic Guillem (1757-1758)
- Jordi (1761-1803)
- Amàlia (1762-1798), casada amb Enric de Carolath, mort el 1817.